# السرديات الكبرى

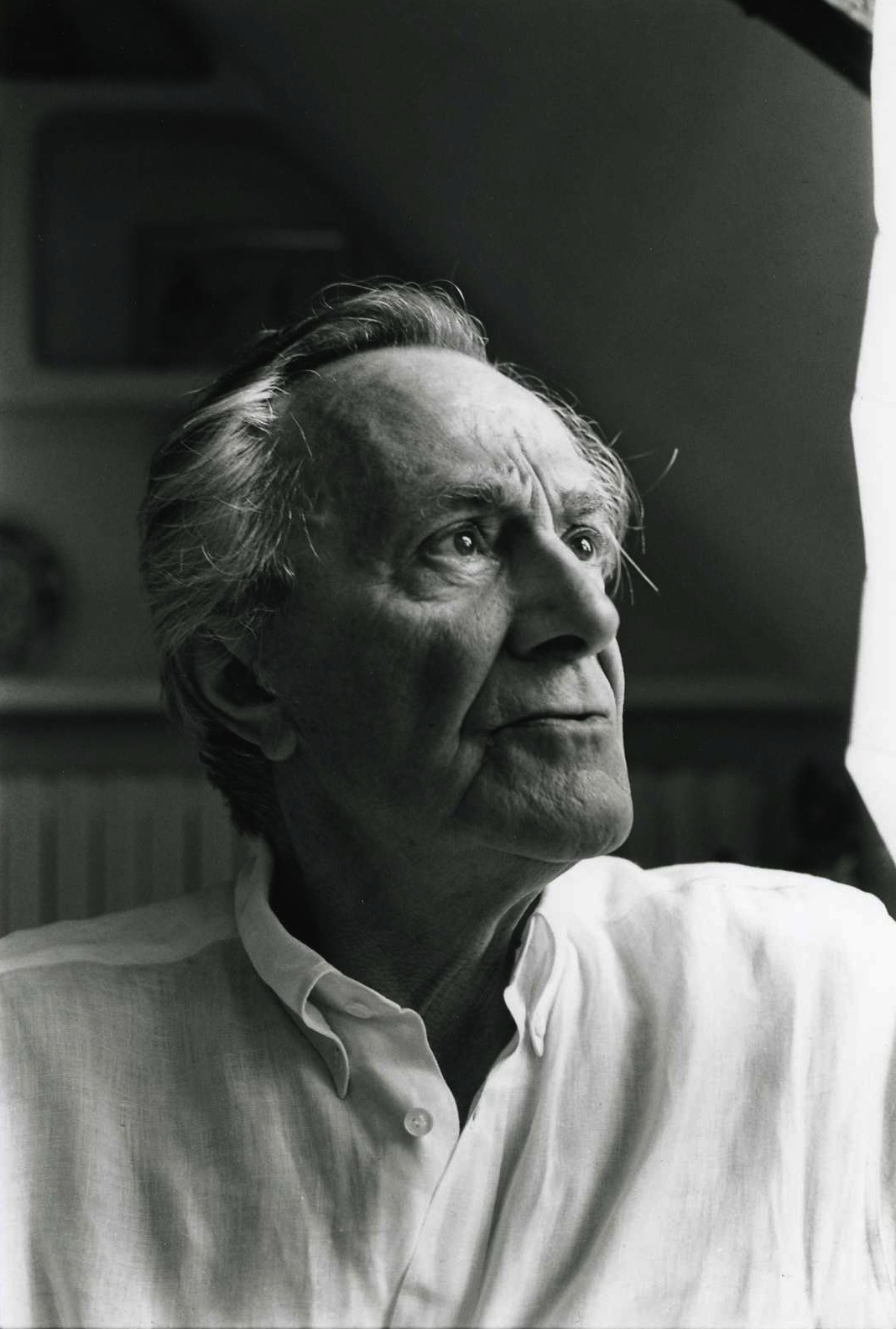
الفيلسوف و الأديب الفرنسي جان فرانسوا ليوتار

السرديات الكبرى (بالإنجليزية: metanarrative أو Master-narrative)، وقد حدث تباين في ترجمة المصطلح فثمة من يرى أن تعبير «النظريات الإنسانية الكبرى لمسيرة التاريخ» يؤدي المعنى الاصطلاحي بشكل أفضل، في حين رأى آخرون أن تعبير «السرديات الكبرى أو السرديات الخلفية أو الورائية» ترجمة موفقة للعبارة، باعتبار أنّ لفظ السرديات لا يعني القصص، وإنما يعني ما تستند إليه فئة من الفئات استناداً ضمنياً في بناء مقولاتها، فلكل فئة سردية مرجعها الهيكلي النهائي الذي يقوم عليه فسيفساء فكرها". وقد ترجمها البعض أيضا «الادعاءت الكبرى»، والمفهوم يرتبط ارتباطا وثيقا في النظرية النقدية وتحديدا بمرحلة ما بعد الحداثة فهو مفهوم فلسفي شمولي يقترن بسرد السرديات ونقدها لمعنى التاريخ وتجاربه ومعارفه، وهو ما يقدم شرعنة مجتمعية من خلال الاكتمال المنتظر لفكرة كبرى (وهو ما لم يٌدرك إدراكا وافيا بعد).
ظهر هذا المصطلح إلى النور على يد الفيلسوف والأديب الفرنسي جان فرانسوا ليوتار سنة 1984، حيث زعم أن ما بعد الحداثة يتصف بافتقاد الثقة بالسرديات الكبرى (التطور والتحرر التنويري والماركسية) التي شكّلت جزءا لا يتجزأ من الحداثة.

## تعريفات أخرى للسرديات الكبرى
- «السرد... هو تشكيل عالم متماسك متخيل، تحاك ضمنه صور الذات عن ماضيها، وتندغم فيه أهواء، وتحيزات، وافتراضات تكتسب طبيعة البديهيات، ونزعات، وتكوينات عقائدية يصوغها الحاضر بتعقيداته، بقدر ما يصوغها الماضي بتجلياته وخفاياه.. كما يصوغها، بقوة وفعالية خاصتين، فهم الحاضر للماضي وإنهاج تأويله. ومن هذا الخليط العجيب، تُنسج حكاية هي تاريخ الذات لنفسها وللعالم، تُمنح طبيعة الحقيقة التاريخية، وتمارس فعلها في نفوس الجماعة وتوجيه سلوكهم وتصورهم لأنفسهم وللآخرين، بوصفها حقيقة ثابتة تاريخيا. وتدخل في هذه الحكاية، أو السردية، مكوّنات الدين، واللغة، والعرق، والأساطير، والخبرة الشعبية، وكل ما تهتزّ له جوانب النفس المتخيلة».[2]

- طرح ليوتار، ومع صدور كتابه الأكثر شهرة «حالة ما بعد الحداثة» (The Postmoderne Condition) عام 1979، مقولته حول السرديات الكبرى والتي هي «ذلك النمط من الخطابات التي تتمركز حول افتراضاتها المسبقة ولا تسمح بالتعددية والاختلاف حتى مع تنوع السياقات الاجتماعية والثقافية، فضلاً عن أنها تنكر إمكانية قيام أي نوع من أنواع المعرفة أو الحقيقة خارجها وتقاوم أي محاولة للتغيير أو النقد أو المراجعة. تقف تلك الخطابات أو السرديات الكبرى خارج الزمن ولا تسمح بالشك في مصداقيتها وتصر على أنها تحمل في داخلها تصورات شمولية للمجتمع والثقافة والتاريخ والكون. ودائما ما تكون السرديات الكبرى ذات طبيعة سلطوية واقصائية تمارس التهميش ضد كل أنواع الخطابات الأخرى الممكنة».[3]

- «تتسلل السرديات الكبرى إلى الوعي الثقافي الجمعي لتصبح عبر سلسلة من التراكمات أشبه بالمعرفة القبلية التي توجه وتقود الوعي الثقافي والحضاري لامة ما.»[4]

- «إنها الصورة النمطية Stéréotype التي يتم محاولة ترسيخها حول بعض الشعوب والمجتمعات والحضارات والثقافات والأديان أيضا، أقصد إلى ما يشاع أو يروَّج له عن: تخلّف الأفريقي، أو تطور الأوروبي، أو إرهابية المسلم، أو تسامح الأبيض.. إلخ، ومثلها في ذلك مثل البديهيات التي يتم تداولها وتسويقها حول روحانية الشرق ومادية الغرب.»[4]

- «إن السرديات الكبرى هي تنميط لصورة الشعوب الأصلية وربط وجودها بلحظة اكتشافها على يد المغامر أو المكتشف الأوروبي، وهي التمويه الذي عمد الاستعمار إلى ممارسته قرونا طويلة من أجل ترسيخ صورة محددة الملامح لواقع متخيّل من صنعه الخاص وحده، بحيث يخدم توجّهاته في الحصول على كل ما يريد من وسائل مادية (كالسلاح، وكنوز العالم الجديد، والطريق إلى التوابل أو الحرير، والتبشير)، بهدف أن تسهم مثل هذه الصورة في تعزيز استراتيجيات السيطرة والهيمنة على الآخر.» [4]

- «السرديات الكبرى تمثل المعرفة والمفاهيم المتشكلة، التي تعكس وعي المجتمع للواقع. إنها التصور الذي يحدد مسار الواقع، والرؤى التي تقوم على توجيه مسار الوعي، إنه الوعي الأيديولوجي الذي يصبغ ثقافة مجتمع ما، ويحدد الموجهات التاريخية فيه.»[4]